# Aleksander Jeljaszewicz
Aleksander Jeljaszewicz „Sasza” (ur. 22 marca 1902 w Wilnie, zm. 18 sierpnia 1978 w Gdańsku) – Polak narodowości tatarskiej, major Wojska Polskiego.

## Życiorys
Był potomkiem starego, tatarskiego rodu szlacheckiego, którego przedstawiciele osiedlili się na Litwie w czasach wielkiego księcia Witolda, synem Jana, kapitana Armii Imperium Rosyjskiego. W latach 1912–1919 był słuchaczem Korpusu Kadetów w Pskowie, a następnie w Kijowie. Ewakuowany do Turcji i Królestwa SHS, gdzie w 1923 ukończył oficerską szkołę kawalerii. Do 1925 pełnił służbę w serbskiej straży granicznej, po czym powrócił do Polski.
W 1925 przyjęty został do Wojska Polskiego, w którym rozpoczął naukę w Oficerskiej Szkole Kawalerii w Grudziądzu. 15 sierpnia 1928 Prezydent RP mianował go podporucznikiem ze starszeństwem z 15 sierpnia 1928 i 13. lokatą w korpusie oficerów kawalerii, a minister spraw wojskowych wcielił do 4 Pułku Ułanów Zaniemeńskich w Wilnie. 2 grudnia 1930 został mianowany porucznikiem ze starszeństwem z 1 stycznia 1931 i 15. lokatą w korpusie oficerów kawalerii. Na stopień rotmistrza został mianowany ze starszeństwem z 19 marca 1938 i 42. lokatą w korpusie oficerów kawalerii. W październiku 1938 przeniesiony został do 13 Pułku Ułanów Wileńskich w Nowej Wilejce, w którym objął dowództwo 1 Szwadronu Ułanów Tatarskich, ostatniego pododdziału jazdy tatarskiej w historii Rzeczypospolitej. W 1939 roku brał udział w kampanii wrześniowej.
W pierwszych dniach września 13 Pułk Ułanów walczył pod Piotrkowem, następnie przeprawiał się przez Wisłę w rejonie Maciejowic. Pod Maciejowicami 9 albo 10 września szwadron tatarski wykonał ostatnią szarżę na nieprzyjaciela.
Maciejowicka szarża stanowi symboliczne zamknięcie historii walk oddziałów tatarskich w wojsku polskim. Nieco później 13 Pułk Ułanów został rozbity pod wsią Suchowola na Lubelszczyźnie. Jeljaszewicz z garstką swoich ludzi próbował przebić się do granicy węgierskiej, ale dostał się do niewoli niemieckiej i resztę wojny spędził w oflagu.
Po wojnie wrócił do kraju i zamieszkał w Gdańsku, gdzie pracował jako urzędnik PZU. Był aktywnym działaczem miejscowej społeczności tatarskiej. Na początku lat 70. XX wieku został mianowany majorem i odznaczony Orderem Virtuti Militari.
Zmarł w roku 1978. Jego grób znajduje się na Muzułmańskim Cmentarzu Tatarskim w Warszawie. Synem Aleksandra, a zarazem ostatnim męskim przedstawicielem rodu, był słynny polski lekarz - mikrobiolog, prof. dr hab. Janusz Jeljaszewicz, dyrektor Państwowego Zakładu Higieny w Warszawie.